# Moulin de Södersund
Le moulin à vent de Södersund (finnois : Södersundin tuulimylly) est un moulin construit dans le quartier Södersund de Vaasa en Finlande.

## Présentation
Le moulin à vent de Södersund a été construit pour Isak Jakobsson Schöring (1759-1833), au début du XIXe siècle, lorsque Söderfjärden était encore largement recouvert d'eau.
À l'intérieur du moulin se trouve une gravure de 1809, qui est considérée comme l'année de construction du moulin. 
Selon les dires, le marin Johan Skata est le concepteur et le constructeur du moulin.
On dit que Johan Skata était charpentier sur un navire pendant de nombreuses années et aurait navigué jusqu'en Hollande.
L'exemple du moulin à vent de Södersund vient apparemment des Pays-Bas. Ce moulin à vent a une forme polygonale unique en Finlande.
Le moulin a été utilisé pendant une centaine d'années jusqu'au détachement de ses ailes dans les années 1910.
Le moulin est resté sans ailes jusqu'en 1991, lorsque le propriétaire actuel du moulin, Sundom bygdeförening, a installé de nouvelles ailes au moulin.
Plus de deux siècles se sont écoulés depuis que le vent a mis en mouvement les ailes, les axes, et les meules du moulin. 
Aujourd'hui, le moulin à vent de Södersund est un monument unique de l'ancienne culture paysanne et de l'artisanat.
La toiture a été rénovée en 2003 et une fête pour les 200 ans du moulin a eu lieu l'été 2009. 
L'intérieur du moulin peut être visité.